# Pekka Vennamo

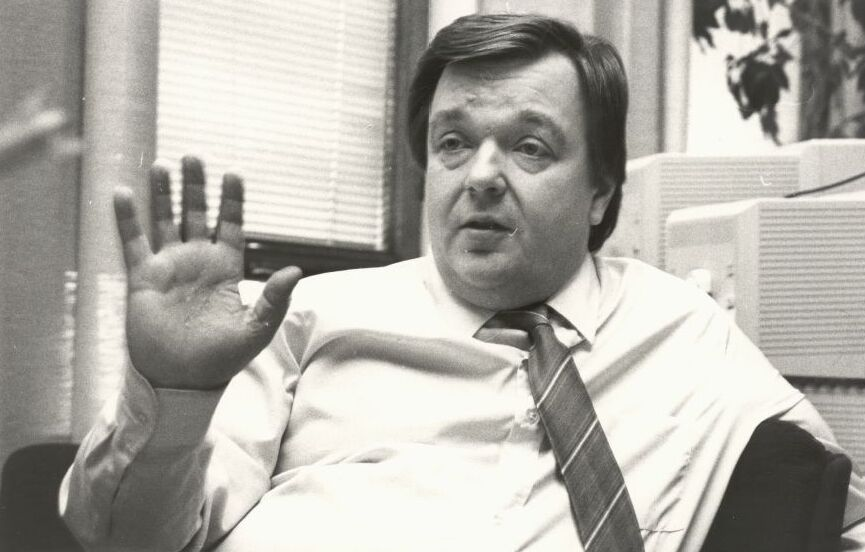
Pekka Vennamo

Pekka Veikko Vennamo, född 7 november 1944 i Helsingfors, är en finländsk politiker och företagsledare. Han är son till Veikko Vennamo.
Vennamo satt i Finlands riksdag 1972–1975 och 1979–1989. Han efterträdde 1979 sin far som partiledare för Finlands landsbygdsparti. Han var andre finansminister 1983–1987 i regeringen Sorsa IV och trafikminister 1987–1989 i regeringen Holkeri. Han var 1989–1994 generaldirektör, sedermera verkställande direktör för Post- och telestyrelsen och 1994–1999 verkställande direktör för PT Finland Ab, sedermera Sonera, men tvingades avgå från denna post på grund av en uppmärksammad aktietransaktion, något som han själv skildrat i boken Pekka, Posti ja Sonera (1999). Han blev verkställande direktör för ett eget företag, Sijoitus Oy, 1999 och har även varit medlem av flera bolagsstyrelser.